# Tauwhare
Tauwhare est une petite localité rurale du District de Waikato dans la limite de la ville d’Hamilton.

## Situation
La ville de Tauwhare est bordée au nord, par celle de Morrinsville et au sud-ouest, par celle de Tamahere.
Le Waitakaruru Arboretum and Sculpture Park (en) est un parc local.

## Installations
Il y a un Comité de Communauté (en) et un Hall du Mémorial (en).
Le Marae local : Waimakariri Marae (en) et la maison de rencontre nommée Waenganui (en) sont des lieux de réunion des Ngāti Hauā (en) de l’hapū des Ngāti Waenganui (en) et des Ngāti Waenganui (en), et les Waikato Tainui de l’hapū des Ngāti Hauā (en),.

## Démographie
Le recensement de 2006 décomptait pour les villes de Tamahere et Tauwhare réunies, une population de 4 623 habitants et en 2013, 5 628 résidents dans Tauwhere, qui est une partie du secteur couvert par deux  circonscriptions électorales (en) avec une population totalisant 486 personnes dans 156 foyers.

## Éducation
Tauwhare School est une école primaire (allant de l’année 1 à 6).